# Estación de Castillejo del Romeral
Castillejo del Romeral es un apeadero ferroviario clausurado situado cerca del municipio español de Huete aunque administrativamente es una pedanía autónoma, en la provincia de Cuenca, comunidad autónoma de Castilla-La Mancha. Contaba con servicios de media distancia operados por Renfe hasta el 20 de julio de 2022.

## Situación ferroviaria
La estación se encuentra en el punto kilométrico 113,7 de la línea férrea 310 de la red ferroviaria española que une Aranjuez con Valencia, entre las estaciones de Caracenilla y Cuevas de Velasco, a 846,47 m de altitud.
El tramo es de vía única y está sin electrificar.

## Historia
La estación fue inaugurada oficialmente el 5 de septiembre de 1885, cuando MZA se hizo con la concesión de la línea entre Aranjuez y Cuenca comprando los derechos de la misma a la compañía del ferrocarril de Aranjuez a Cuenca constructora del trazado. En 1941, con la nacionalización de la totalidad de la red ferroviaria española la estación pasó a ser gestionada por RENFE. 
En 1978 se derribó el edificio de viajeros y otras construcciones.
Desde el 31 de diciembre de 2004 Renfe Operadora explota la línea mientras que Adif es la titular de las instalaciones ferroviarias.
Desde el 4 de marzo de 2023 se encuentra clausurada y dada de baja como dependencia de la línea.

## La estación
Se encuentra a 1,3 km al sureste del casco urbano, en un desvío sin señalizar de la carretera CU-2172.  
La estación era de vía doble, una para recibir el cruce de trenes y otra para cargar o descargar los productos o animales desde el muelle de 10 m x 6 m, pues a ella llegaban los ganados de la trashumancia que iban desde la Sierra de Beteta a Andalucía. El edificio constaba de un solo piso y en ella vivían el jefe de estación y el factor. No tenía agua corriente ni luz eléctrica pero sí servicios gracias al depósito de agua potable que se extraía con una bomba manual al lado del inmueble. No existe edificación alguna ya que el edificio de viajeros de 11,9 m x 5,9 m fue derribado en 1978. En fecha posterior se construyó un refugio para aguardar la llegada del tren.  
También dispone de estacionamiento, siendo una de las plaza para usuarios con movilidad reducida.